# Ernocornutina gambra
Ernocornutina gambra är en fjärilsart som beskrevs av Józef Razowski 1988. Ernocornutina gambra ingår i släktet Ernocornutina och familjen vecklare. Inga underarter finns listade i Catalogue of Life.